# Estadi Al Janoub

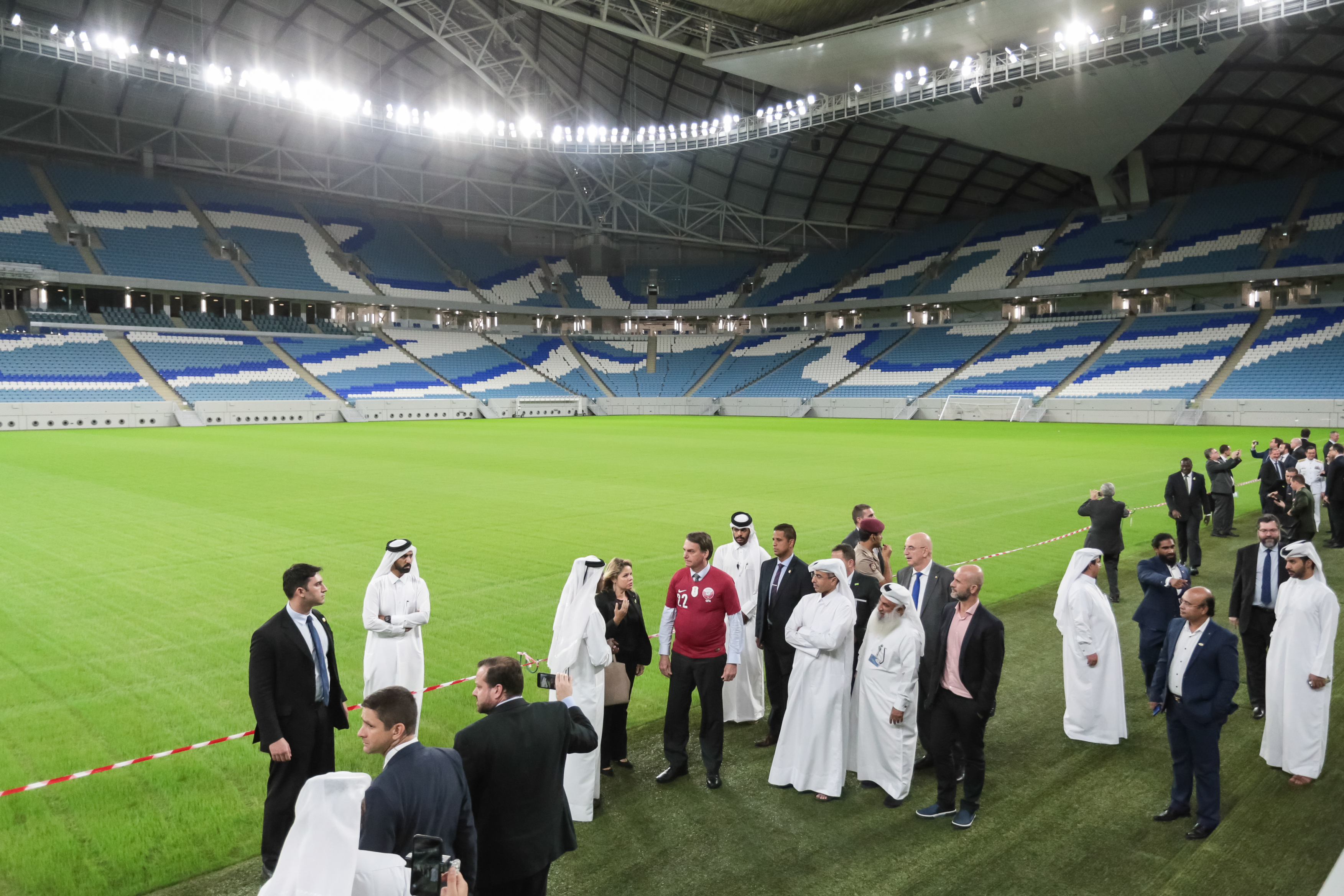
Vista interior de l'estadi.

L'estadi Al Janoub, anteriorment anomenat estadi Al Wakrah (en àrab: ملعب الوكرة), és un estadi multiusos situat a la ciutat d'Al Wakrah a Qatar. L'estadi compta amb un camp de futbol i una pista d'atletisme, però el recinte s'usa principalment per al futbol. Actualment és la seu oficial del club de futbol Al-Wakrah SC, on es juguen partits de la Lliga de futbol de Qatar. Durant la XV edició dels Jocs Asiàtics de 2006 va ser seu de les competicions futbolístiques.
L'estadi va ser inaugurat el 16 de maig de 2019 durant la final de la Copa de l'Emir de Qatar entre l'Al-Sadd SC i l'Al-Duhail SC disputada davant d'una audiència de 38 678 persones. Serà una de les seus de la Copa del Món de Futbol on està programat que es juguin els partits de la primera ronda i de la segona fase de grups de tot l'any.

## Instal·lacions
Va ser dissenyat per l'aclamada arquitecta britànica-iraquiana Zaha Hadid i el seu estudi d'arquitectura, Zaha Hadid Architects. D'acord amb els dissenyadors, la inspiració per al projecte són les espelmes dels vaixells dhow que es movien a través dels corrents del Golf Pèrsic.
El recinte té una capacitat de 40 000 persones, que es podria reduir a una capacitat de 20 000 seients després de la Copa del Món. El terreny de joc té unes dimensions de 105 × 68 metres quadrats i la superfície del camp de futbol és de gespa d'herba natural. Té un sostre retràctil de 1400 peces que és acompanyat per un sistema de refrigeració capaç de refredar les àrees d'espectadors a 18 °C i el camp de joc a 20 °C. El complex esportiu inclou un saló d'usos múltiples, amb spas i piscines i un centre comercial. Compte amb un gran servei de transports, amb autobusos, taxis i transport ferroviari. L'estadi és a cinc minuts del nou Aeroport Internacional de Doha.

## Copa del Món de Futbol del 2022
| Data | Selecció       | Resultat | Selecció       | Fase             |
| ---- | -------------- | -------- | -------------- | ---------------- |
| 21   | França         | –        | Austràlia      | Grup D           |
| 23   | Suïssa         | –        | Camerun        | Grup G           |
| 25   | Tunísia        | –        | Austràlia      | Grup D           |
| 27   | Camerun        | –        | Sèrbia         | Grup G           |
| 29   | Austràlia      | –        | Dinamarca      | Grup D           |
| 1    | Ghana          | –        | Uruguai        | Grup H           |
| 5    | 1r Lloc Grup E | –        | 2n Lloc Grup F | Vuitens de final |